# Radnički Belgrade (volley-ball féminin)
Pour les articles homonymes, voir Radnički Belgrade.
Le Radnički Belgrade est un club serbe de volley-ball fondé en 1946 et basé à Belgrade, évoluant pour la saison 2020-2021 en Prva Liga.

## Palmarès
- Championnat de Yougoslavie (3)
  - Vainqueur : 1980, 1981, 1988.
  - Finaliste : 1977, 1978, 1979, 1983, 1984.
- Coupe de Yougoslavie (2)
  - Vainqueur : 1980, 1987
  - Finaliste : 1974, 1975, 1976, 1977, 1979.
- Coupe de Serbie-et-Monténégro (1)
  - Vainqueur : 2001.
  - Finaliste : 2000.

## Effectifs

### Saison 2020-2021
| No                                              | Nom                                             | Date de naissance                               | Taille                         | Poids                          | Poste                          |
| ----------------------------------------------- | ----------------------------------------------- | ----------------------------------------------- | ------------------------------ | ------------------------------ | ------------------------------ |
| 1                                               | Dušanka Biberović                               | 7 juin 1986                                     | 189                            | 69                             | Réceptionneuse-attaquante      |
| 2                                               | Ksenija Perić                                   | 26 juillet 2000                                 | 184                            | 67                             | Réceptionneuse-attaquante      |
| 3                                               | Nadja Djoković                                  | 3 avril 2002                                    | 189                            |                                | Réceptionneuse-attaquante      |
| 4                                               | Dunja Djoković                                  | 3 avril 2002                                    | 187                            |                                | Attaquante                     |
| 5                                               | Jelena Kokolj                                   | 26 mai 1997                                     | 184                            |                                | Centrale                       |
| 7                                               | Mila Manasijević                                | 7 septembre 2003                                | 191                            |                                | Centrale                       |
| 8                                               | Aleksandra Stepanović                           | 1er février 1994                                | 170                            | 67                             | Libero                         |
| 9                                               | Anja Vranić                                     | 18 avril 2001                                   | 172                            |                                | Libero                         |
| 10                                              | Jelena Jakšić                                   | 20 mai 2001                                     | 185                            |                                | Centrale                       |
| 12                                              | Jana Vasiljević                                 | 24 décembre 2002                                | 186                            |                                | Passeuse                       |
| 13                                              | Minja Drašković                                 | 26 janvier 2001                                 | 187                            |                                | Attaquante                     |
| 16                                              | Tamara Cekić                                    | 29 septembre 1999                               | 170                            |                                | Libero                         |
| 17                                              | Sanja Pejčić                                    | 23 mars 2001                                    | 179                            |                                | Passeuse                       |
| 18                                              | Dragana Divac                                   | 12 février 1992                                 | 179                            | 73                             | Passeuse                       |
|                                                 |                                                 |                                                 |                                |                                |                                |
| Encadrement technique                           | Encadrement technique                           |                                                 | Légende                        | Légende                        | Légende                        |
| Entraîneur : Ivan Milenković                    | Entraîneur : Ivan Milenković                    | Entraîneur : Ivan Milenković                    | : Capitaine                    | : Capitaine                    | : Capitaine                    |
| Entraîneur(s) adjoint(s) : Nikola Milosavljević | Entraîneur(s) adjoint(s) : Nikola Milosavljević | Entraîneur(s) adjoint(s) : Nikola Milosavljević | : Joueuse blessée actuellement | : Joueuse blessée actuellement | : Joueuse blessée actuellement |